# シリアゲムシ科
シリアゲムシ（挙尾虫）は、シリアゲムシ目シリアゲムシ科に属する昆虫の総称。細長い体に細長い触角と付属肢、膜状の翅を持つ華奢な昆虫である。
和名は「尻揚げ虫」で、雄が腹端を背中側に持ち上げていることから名づけられた。英語圏では、この尾がサソリの毒針に似ているとして、スコーピオンフライ (scorpionfly) と呼ぶ。

## 生態と概要
シリアゲムシという和名をもつ種は存在しないが、日本ではヤマトシリアゲ  (Panorpa japonica) が最も普通に見られる。
雑食性で、花粉や他の昆虫の死体などを食べる。クモの網に引っかかった虫を横取りすることもある。
子孫を残す交尾のためオスはメスに餌をプレゼントし、メスが食べている間に交尾する。

## 属
- Leptopanorpa MacLachlan, 1875（12種）
- Neopanorpa Weele, 1909（約110種）
- Panorpa Linnaeus, 1758（約240種）